# Pachycladon fastigiata
Pachycladon fastigiata är en korsblommig växtart som först beskrevs av Joseph Dalton Hooker, och fick sitt nu gällande namn av Peter B. Heenan och A.D. Mitchell. Pachycladon fastigiata ingår i släktet Pachycladon och familjen korsblommiga växter. Inga underarter finns listade i Catalogue of Life.